# Arcadi Espada
Arcadi Espada Enériz (Barcelona, Catalunha, Espanha em 1957) é um jornalista espanhol. Tem colaborado em inúmeros meios de comunicação. É autor do livro Raval.

## Obras
- Ibiza (Novatex, 1987. En colaboración con Soledat Gomis);
- Contra Catalunya (Barcelona, Flor de Viento, 1997) Premio Ciudad de Barcelona;
- Dietario de posguerra (Barcelona, Anagrama, 1998) (Editor);
- Samaranch. El deporte del poder (Madrid, Espasa-Calpe, 1999);
- Raval: del amor a los niños (Barcelona, Anagrama, 2000). Premio Francisco Cerecedo de Periodismo;
- Diarios (Madrid, Espasa-Calpe, 2002). Premio Espasa de Ensayo 2002;
- Mens sana in corpore insepulto (Barcelona, Edicions 62, 2002), en catalán, escrito en colaboración con Jaume Boix, recoge sus conversaciones con el doctor Mariano de la Cruz (1921-1999) durante el último año y medio de su vida;
- Les dues germanes. Mig segle del restaurant Hispània. Empúries, 2002/ Las dos hermanas. Medio siglo del restaurante Hispania. Salsa Books, 2008
- Quintacolumnismo (Madrid, Espasa-Calpe, 2003). Antología de los artículos que Arcadi Espada ha escrito sobre el nacionalismo;
- Diarios 2004 (Madrid, Espasa-Calpe, 2005). Reúne las anotaciones realizadas en su blog durante 2004;
- Notas para una biografía de Josep Pla (Barcelona, Ediciones Omega, 2005). Analiza y ofrece luz sobre algunos pasajes de un diario poco conocido de Pla, escrito entre 1965 y 1968, y sólo publicado hasta ahora en catalán;
- Informe sobre la decadencia de Cataluña reflejada en su estatuto (Madrid, Espasa-Calpe, 2006).
- Ebro/Orbe (Barcelona, Tentadero, 2007).
- El terrorismo y sus etiquetas (Espasa, 2007).
- Periodismo práctico (Espasa, 2008).
- La cocina de las dos hermanas (Salsa Books, 2008).
- El fin de los periódicos (Duomo, 2009). (Editor, con Ernesto Hernández-Busto, y Prólogo.)
- Aly Herscovitz. Cenizas en la vida europea de Josep Pla (http://www.alyherscovitz.com). (Coautor)
- En nombre de Franco. Los héroes de la embajada de España en el Budapest nazi (Espasa, 2013). ISBN 9788467013801